# Can't Stop This Thing We Started
Can't Stop This Thing We Started è una canzone di Bryan Adams, estratta come secondo singolo dall'album Waking Up the Neighbours nel 1991, come seguito dell'enorme successo del precedente singolo (Everything I Do) I Do It for You. Composta da Bryan Adams e Robert John "Mutt" Lange, si tratta di una canzone rock in contrasto con lo stile di Everything I Do.
Il singolo, pur non ottenendo il successo planetario di (Everything I Do) I Do It for You, riuscì ad arrivare fino al secondo posto della Billboard Hot 100 negli Stati Uniti, dietro Cream di Prince, ed al primo posto in classifica in Canada. La canzone ha ricevuto due candidature ai Grammy Awards del 1992 come Miglior canzone rock e Miglior interpretazione vocale rock solista, senza tuttavia trionfare in nessuna delle due categorie.

## Tracce
Questi sono i principali formati e tracce con cui è stato pubblicato il singolo Can't Stop This Thing We Started:
7", MC - Stati Uniti
1. Can't Stop This Thing We Started — 4:29
2. (Everything I Do) I Do It for You (versione integrale) — 6:34

7" - Europa
1. Can't Stop This Thing We Started
2. It's Only Love (live)

CD, 12"
1. Can't Stop This Thing We Started — 4:59
2. It's Only Love (live) — 3:36
3. Hearts on Fire (live) — 4:20

## Classifiche

### Posizioni in classifica
| Classifica (1991)        | Posizione |
| ------------------------ | --------- |
| Australia)               | 9         |
| Austria                  | 14        |
| Belgio (Fiandre)         | 4         |
| Canada                   | 1         |
| Danimarca                | 2         |
| Europa                   | 9         |
| Finlandia                | 10        |
| Francia                  | 10        |
| Germania                 | 14        |
| Irlanda                  | 4         |
| Norvegia                 | 7         |
| Nuova Zelanda            | 7         |
| Paesi Bassi              | 5         |
| Portogallo               | 8         |
| Regno Unito              | 12        |
| Stati Uniti              | 2         |
| Stati Uniti (Mainstream) | 2         |
| Svezia                   | 3         |
| Svizzera                 | 8         |

### Classifiche di fine anno
| Classifica (1991) | Posizione |
| ----------------- | --------- |
| Australia         | 85        |
| Belgio (Fiandre)  | 40        |
| Canada            | 3         |
| Europa            | 84        |
| Paesi Bassi       | 62        |
| Stati Uniti       | 59        |